# Deiregyne alinae
Deiregyne alinae är en orkidéart som beskrevs av Dariusz Lucjan Szlachetko. Deiregyne alinae ingår i släktet Deiregyne, och familjen orkidéer. Inga underarter finns listade i Catalogue of Life.